# Hypsicorypha gracilis
Hypsicorypha gracilis (лат.) — вид богомолов из семейства эмпузовых (Empusidae), единственный в роде Hypsicorypha Krauss, 1892.

## Распространение
Северная Африка и Ближний Восток: Алжир, Египет, Канарские острова, Ливия, Нигер, Оман, Саудовская Аравия, Сомали, Тунис.

## Описание
Вершина головы имеет выступ. Бёдра средней и задней пар ног без дорзальных предвершинных лопастей (таких как у Gongylus). Вентромедиальные шипики передних бёдер разделены более длинными шипами на группы по 3 или 4 коротких шипа. Проторакс продольный (в несколько раз длиннее своей ширины). Усики самцов гребенчатые.

## Систематика
Первоначально вид был описан в 1838 году немецким естествоиспытателем Германом Бурмейстером в составе рода Empusa, затем (Kirby, 1904) рассматривался в составе рода Idolomorpha. На февраль 2020 года является членом монотипического рода Hypsicorypha.